# Solidaris Oost-Vlaanderen
Solidaris Oost-Vlaanderen is een Belgisch socialistisch ziekenfonds met hoofdzetel in Zwijnaarde (Gent). Het is aangesloten bij het Nationaal Verbond van Socialistische Mutualiteiten.

## Geschiedenis
Bond Moyson Oost-Vlaanderen ontstond op 1 januari 2003 uit de fusie van de federaties Bond Moyson Gent-Eeklo en Socialistische Mutualiteit Bond Moyson gevestigd in Zottegem. Die laatste ontstond op haar beurt in 1991 uit de fusie van de federaties Sint-Niklaas-Dendermonde en Aalst-Oudenaarde. Bond Moyson Oost-Vlaanderen hield het ziekenfondsnummer 311 over van de Gentse federatie, die teruggaat tot 1887.
Tot 2005 was Bond Moyson gevestigd in het historische pand Ons Huis-Bond Moyson op de Vrijdagmarkt in Gent. Vervolgens verhuisde het naar het toenmalige Barco-gebouw in de Tramstraat in Zwijnaarde. In 2019 werd bekend dat de hoofdzetel opnieuw zou verhuizen naar het pand op de Vrijdagmarkt. Het gebouw wordt gerenoveerd tegen 2025 en zal plaats bieden aan flexibele kantoorruimte voor 360 medewerkers. Bij de renovatie zou de belettering op de gevel worden hersteld zoals die eruitzag in 1903, met de naam 'Vooruit' in gouden letters.
Op 1 juli 2022 veranderde het ziekenfonds van naam. Daarmee deelt het zijn naam met Solidaris West-Vlaanderen, Solidaris Antwerpen, Solidaris Limburg, Solidaris Brabant, Solidaris Wallonie en de landsbond Solidaris.

## Leden
Het ziekenfonds Solidaris Oost-Vlaanderen telde 280.366 leden op 31 december 2023. Daarvan waren er 200.702 gerechtigden met een eigen lidboekje (72%) en 79.664 personen ten laste (28%). Van alle rechthebbenden hadden er 64.429 (23%) recht op de verhoogde tegemoetkoming.

## Galerij

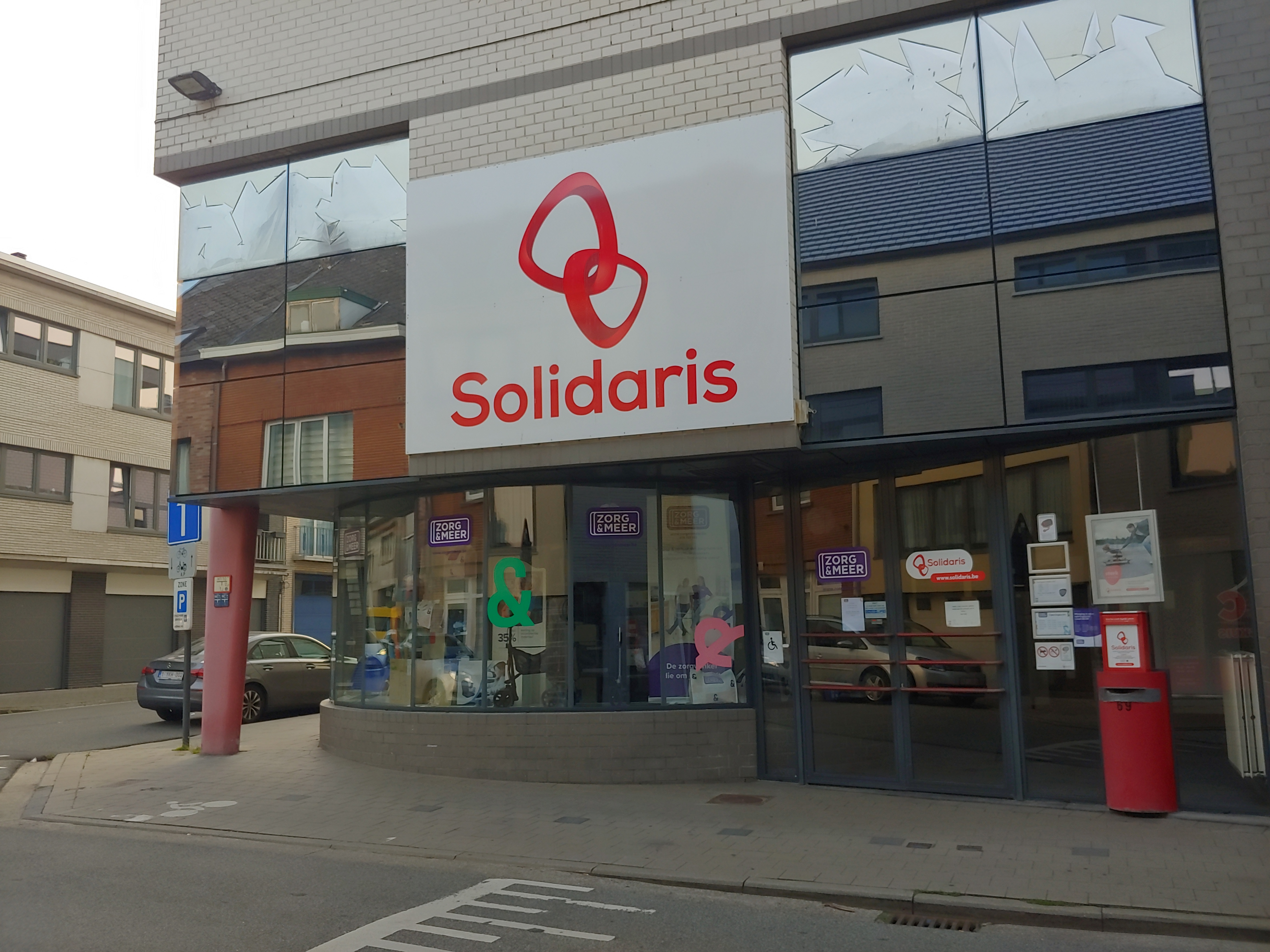
Kantoor in Aalst
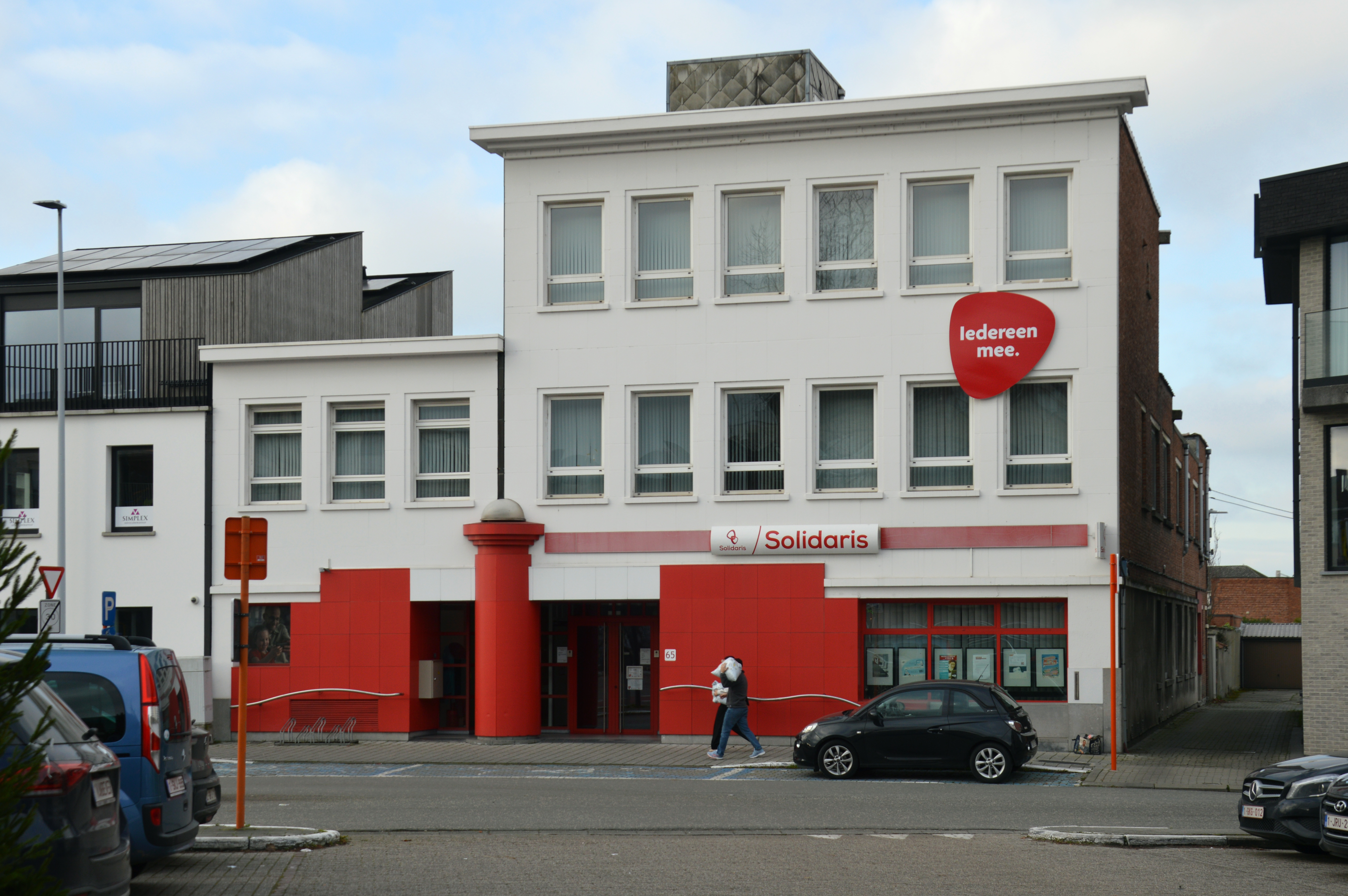
Kantoor in Wetteren
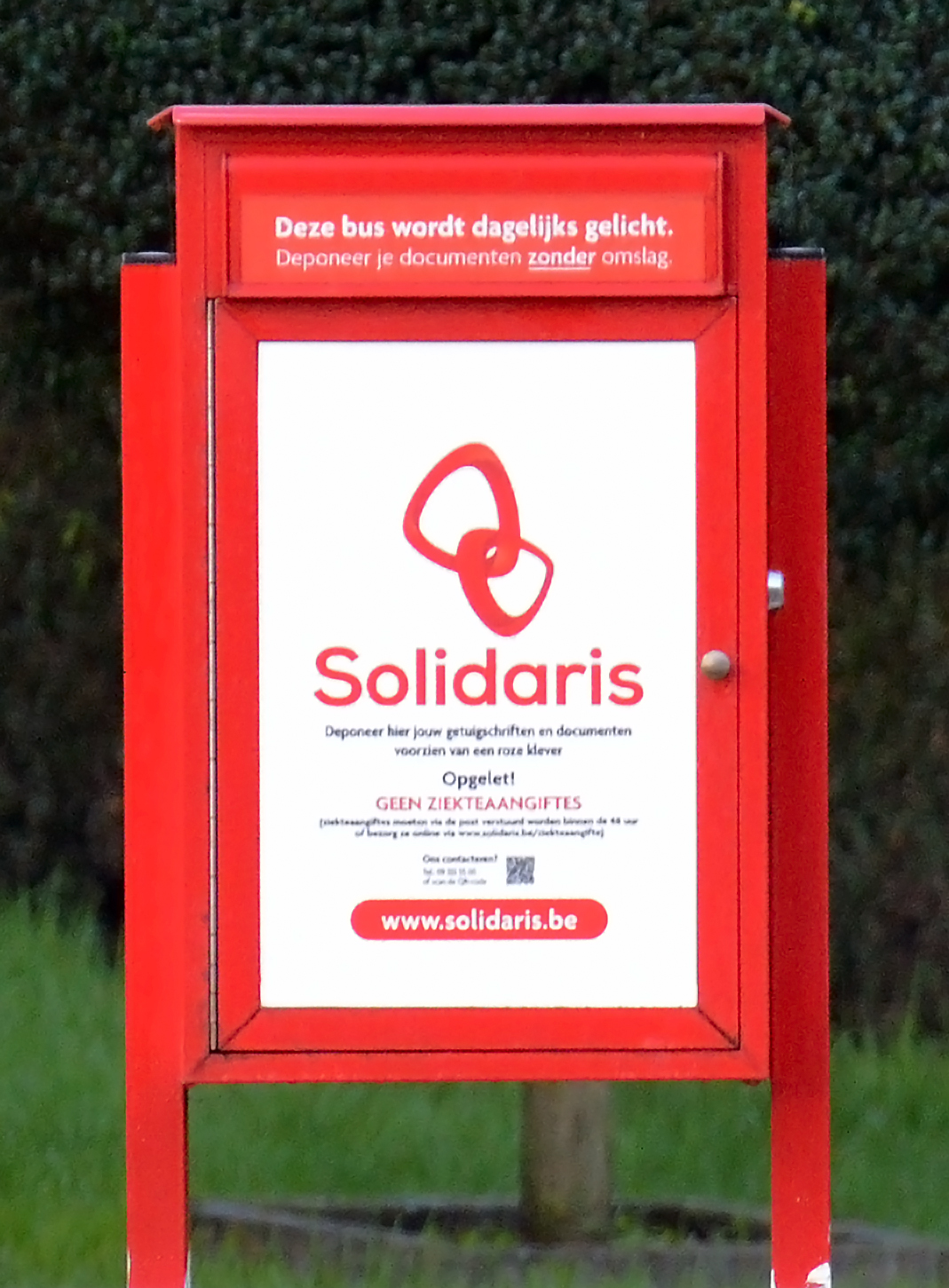
Een Solidaris-brievenbus